# Minh Phượng
Minh Phượng là một xã thuộc huyện Tiên Lữ, tỉnh Hưng Yên, Việt Nam.

## Địa lý
Xã Minh Phượng nằm ở phía đông huyện Tiên Lữ, có vị trí địa lý:
- Phía đông giáp huyện Phù Cừ
- Phía tây và phía bắc giáp xã Cương Chính
- Phía nam giáp tỉnh Thái Bình với ranh giới là sông Luộc.

Xã có diện tích 3,81 km², dân số năm 2019 là 4.247 người, mật độ dân số đạt 1.114 người/km².

## Lịch sử
Trước đây, Minh Phượng là một xã thuộc huyện Phù Tiên.
Ngày 6 tháng 11 năm 1996, Quốc hội ban hành Nghị quyết về việc chia tỉnh Hải Hưng thành 2 tỉnh Hải Dương và Hưng Yên và xã Minh Phượng thuộc huyện Phù Tiên, tỉnh Hưng Yên.
Ngày 24 tháng 2 năm 1997, Chính phủ ban hành Nghị định 17-CP về việc chuyển xã Minh Phượng thuộc huyện Phù Tiên về huyện Tiên Lữ mới tái lập quản lý.